# Житауна
Житауна (порт. Jitaúna)  —  муниципалитет в Бразилии, входит в штат Баия. Составная часть мезорегиона Юго-центральная часть штата Баия. Входит в экономико-статистический микрорегион Жекие. Население составляет 21 220 человек на 2006 год. Занимает площадь 332,805 км². Плотность населения — 63,8 чел./км².

## Статистика
- Валовой внутренний продукт на 2003 год составляет 38 251 745,00 реалов (данные: Бразильский институт географии и статистики).
- Валовой внутренний продукт на душу населения на 2003 год составляет 1809,02 реалов (данные: Бразильский институт географии и статистики).
- Индекс развития человеческого потенциала на 2000 год составляет 0,619 (данные: Программа развития ООН).